# Ithomia alienassa
Ithomia alienassa är en fjärilsart som beskrevs av Richard Haensch 1905. Ithomia alienassa ingår i släktet Ithomia och familjen praktfjärilar. Inga underarter finns listade i Catalogue of Life.